# Ernst Zehle
Hermann Wilhelm Ernst Zehle (* 28. Februar 1876 in Hamburg; † 14. Januar 1940 in Berlin) war ein deutscher Maler, Bildhauer, Medailleur und ein engagierter Tierschützer (Elbebiber).

## Leben
Zehles Künstlerisches Interesse und Talent hatten familiären Hintergrund: Sein Vater Otto August Emil Zehle und sein älterer Bruder Walter Zehle (1865–1940) waren Bildhauer.
Ernst Zehle studierte an der Berliner Kunstakademie bei Paul Friedrich Meyerheim und Woldemar Friedrich. Mit Beteiligungen an den Großen Berliner Kunstausstellungen von 1909, 1913, 1915–1918 und 1925 trat er an die breitere Öffentlichkeit. Die Motive zeigten seine Naturverbundenheit.

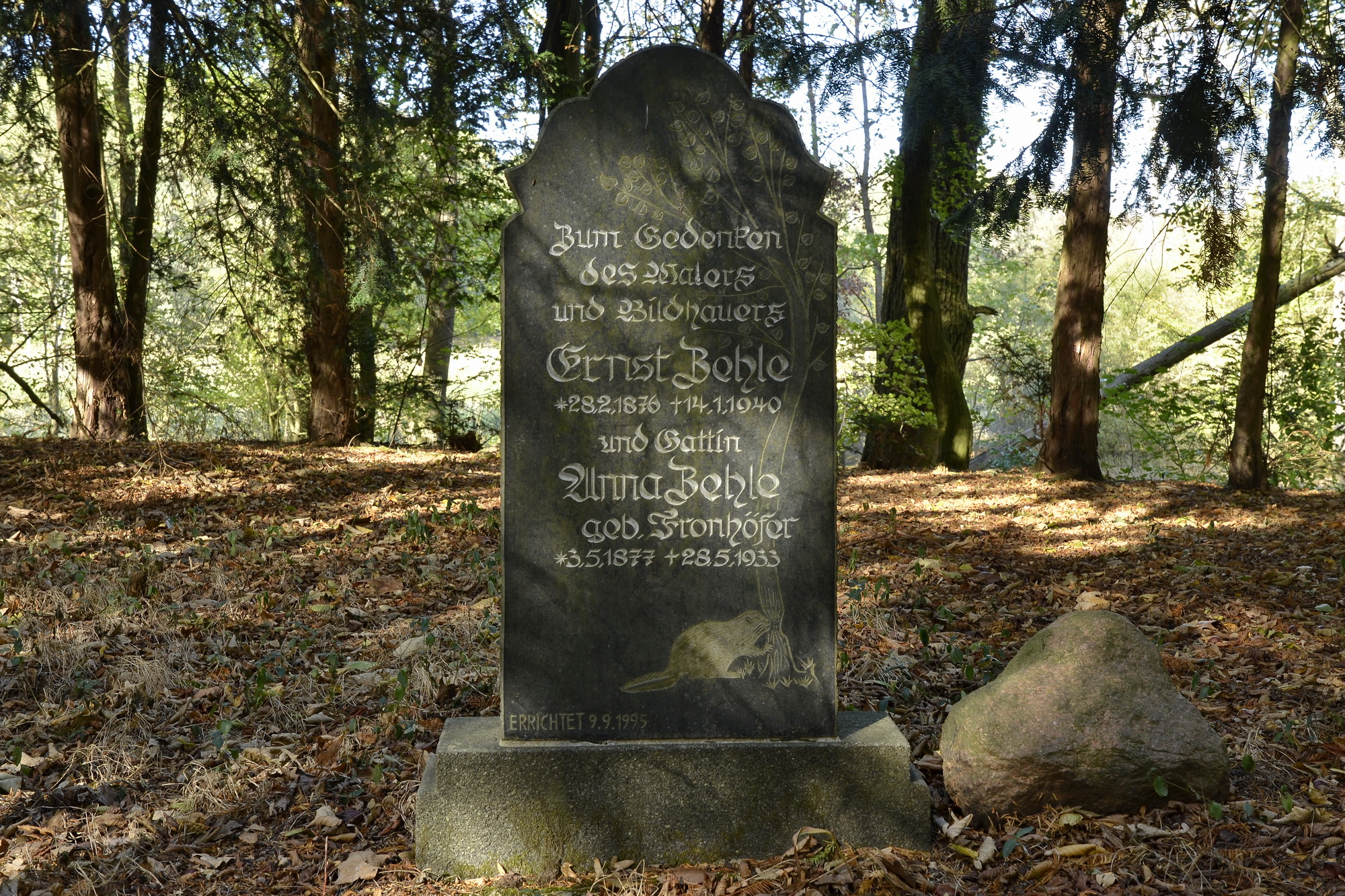
Gedenkstein für Ernst Zehle und dessen Frau Anna Zehle auf dem Försterfriedhof Lödderitz

Das Interesse am Elbebiber resultierte aus wiederholten Studienaufenthalten in den Auenwäldern der mittleren Elbe, woran heute eine Gedenkstätte im Ort Lödderitz erinnert. Der Elbebiber erscheint als Sujet in Gemälden, Plastiken und auf einer Medaille. 1924 veröffentlichte Zehle in einer Fachzeitschrift einen Aufruf zur Rettung des vom Aussterben bedrohten Tieres. Für seine detailgenauen Darstellungen wurde Ernst Zehle 1922 gerühmt vom damaligen Berliner Zoodirektor Ludwig Heck.
Gemälde belegen, dass Ernst Zehle auch ein guter Porträtist war.
Nach seinem Tod in Berlin wurde seine Urne auf dem Försterfriedhof Lödderitz beigesetzt.

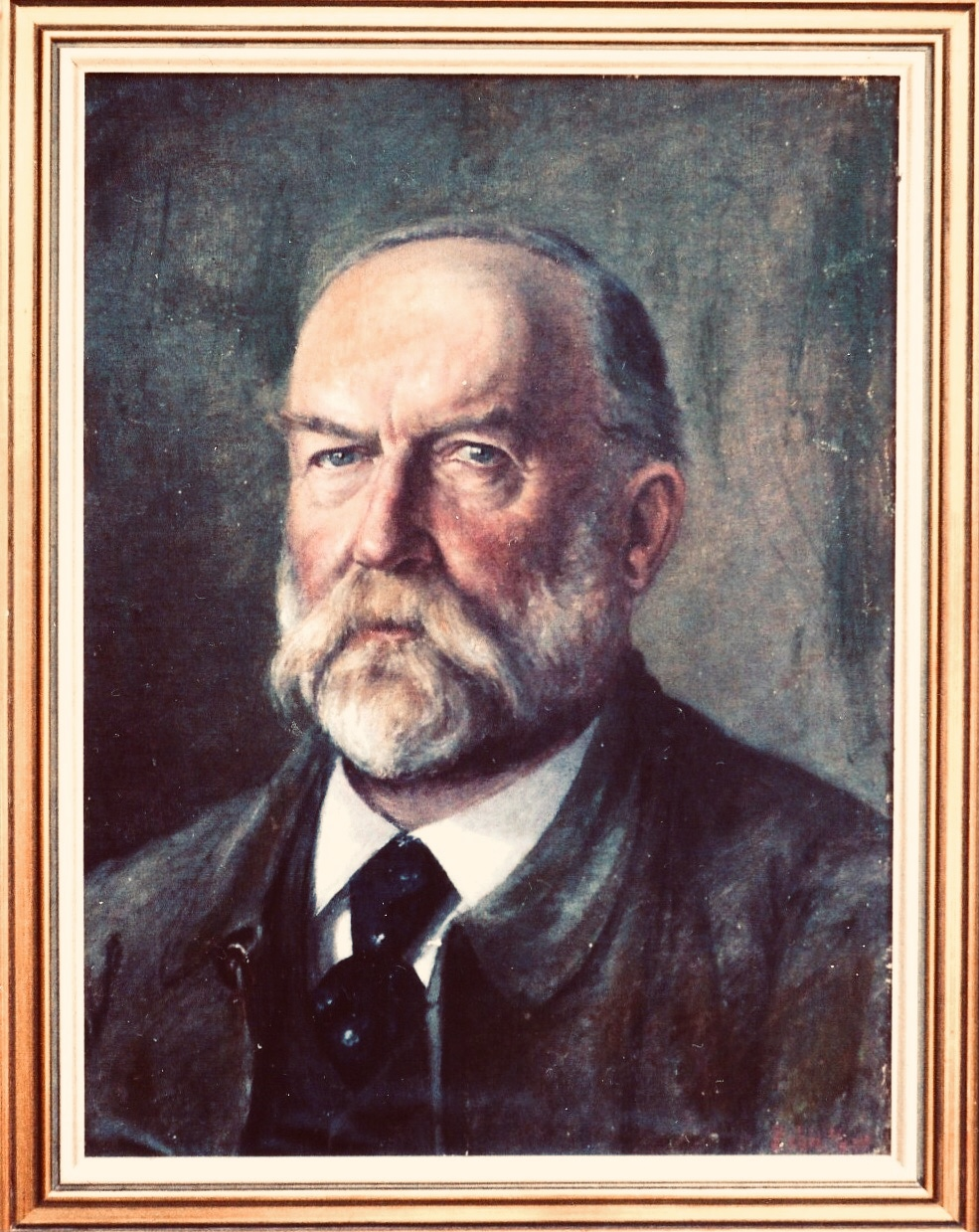
Porträt des Vaters Emil Zehle
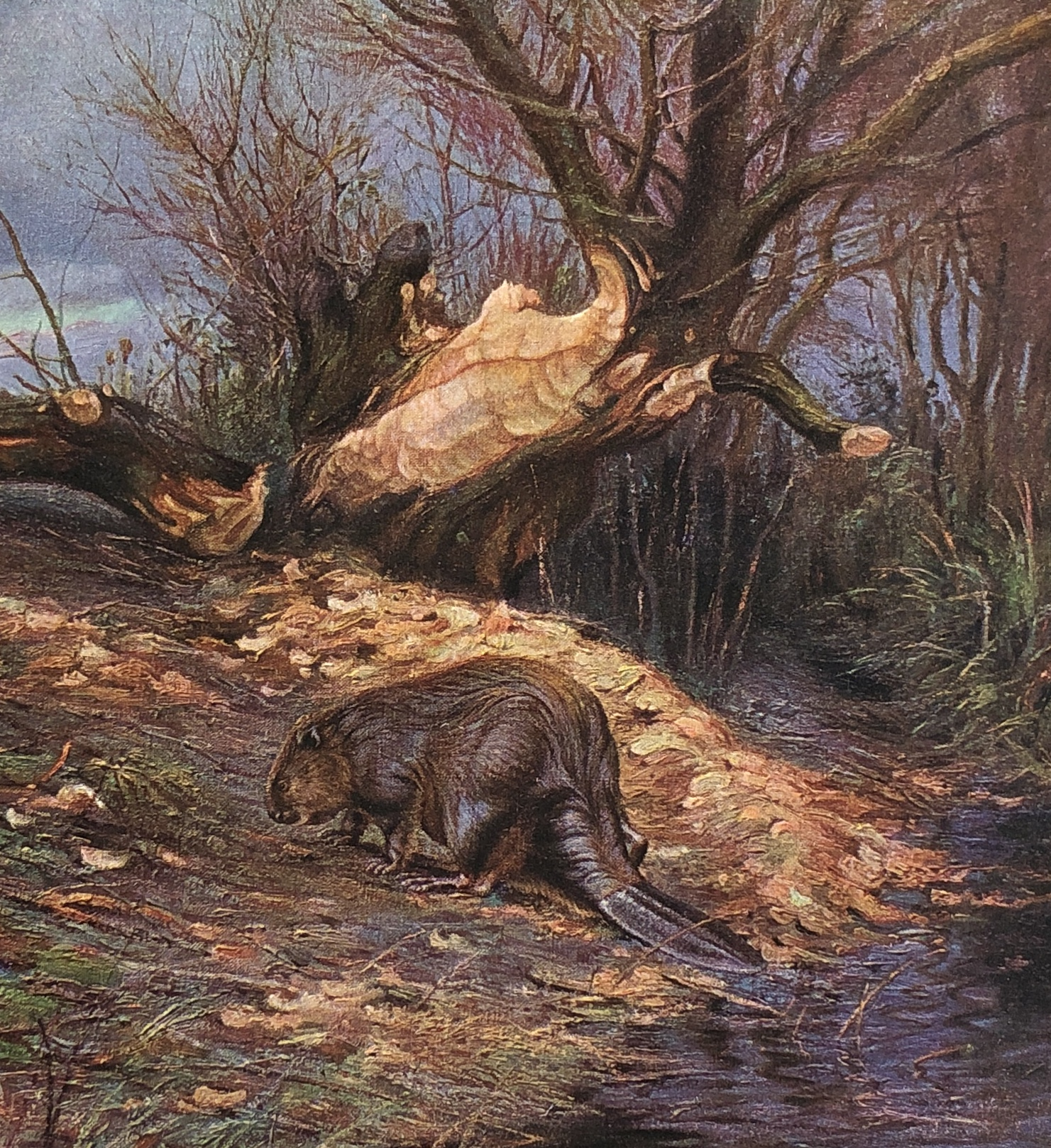
Biber schneidet Baum (Gemälde 1911 – Detail)
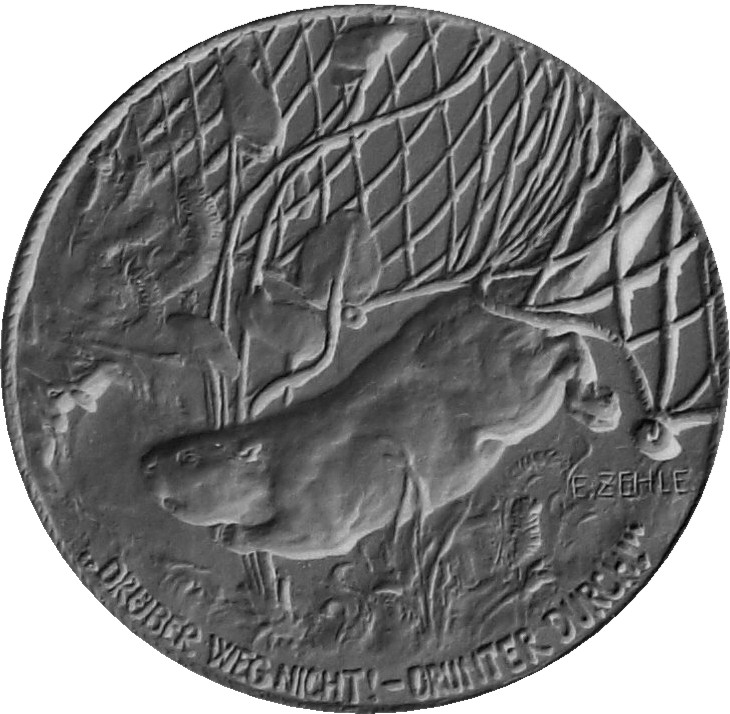
Gipskopie der Biber-Medaille von 1916